# Gala Drag de Huelva
La Gala Drag de Huelva, oficialmente The Queen Deluxe – La lucha por la corona, es un evento de arte drag celebrado en la ciudad española de Huelva desde 2022. Está organizada por el Ayuntamiento de Huelva y NR Productions.

## Ediciones

### 2022
En la primera edición de la gala drag, celebrada el 10 de junio en el  Patio de Guirnaldas de la Casa Colón, Kelly Roller y Nina Vagina fueron las presentadoras, mientras que el jurado estuvo compuesto por La Queen Bigotera, Skoria y Dovima Nurmi, quienes juzgaron en la fase final a las artistas Iama Perra, Dafne, Amy Zepan, Peka Minosa, Penny Tence, Nicole Byart, La Frana, Solaria, Yeinseblond, Rose Glow, Corina Muller y Electronika. Las ganadoras fueron, en el tercer puesto Rose Glow de Algeciras, la semifinalista Yeinseblond de Córdoba, el primer puesto fue para Dafne de Málaga, quien fue coronada por la ganadora de la primera temporada de Drag Race España, Sagittaria. El premio para la drag queen ganadora fueron 600 euros, un reportaje fotográfico, premios cedidos por los patrocinadores, y la grabación de sencillo.

### 2023
La segunda edición se celebró el 2 de junio, y contó con la participación de Samantha Ballentines y Nina Vagina como presentadoras. Actuaron en el show artistas como Coca Boom, ganadora de la primera edición de Regias del Drag, Manoli del Tiro, ganadora de la Gala Drag Sevilla 2022, la participante de Drag Race España Killer Queen, y la ganadora de la edición de 2022, Dafne. Para esta edición se inscribieron más de 70 artistas, de las cuales fueron seleccionadas nueve aspirantes a la corona. La ganadora fue la concursante de Huelva, Mamiloma.

### 2024
La tercera edición contó con la presentación, por tercer año consecutivo, de Nina Vagina. Las actuaciones principales estuvieron a cargo de las drag Clover Bish y Estrella Xtravanganza, ambas concursantes de Drag Race España, y Frana Gabbana. Las nueve aspirantes a la corona fueron Puppy Ladilatada (Valencia), Barbiana Delamina (París), Roma Von Cis (Sevilla), Ale Gria (Sevilla), Drag Karola (Madrid), Víbora (Córdoba), Electronika (Huelva), Toto Channel (Madrid) y Konami Exe (Córdoba). El jurado estuvo integrado por la ganadora del 2023, Mamiloma, junto a Joaquín Pérez, Lexxy Quinn y Clover Bish.
En esta edición se instituyó la entrega de los Premios Tacón de Huelva, que galardonan a personas, entidades o empresas influyentes del colectivo LGBTIQ+. En esta primera entrega recibieron el reconocimiento Carmen la Hierbabuena, el activista Daniel Valero, la activista Mar Cambrollé y la Asociación Adhara. La Moni de Huelva, artista onubense, quien iba a recibir este reconocimiento, falleció pocos días antes de la ceremonia.